# Reederochloa eludens
Reederochloa eludens är en gräsart som beskrevs av Thomas Robert Soderstrom och H.F.Decker. Reederochloa eludens ingår i släktet Reederochloa och familjen gräs. Inga underarter finns listade i Catalogue of Life.